# فرانک کامپائو
فرانک کامپائو (انگلیسی: Frank Campeau؛ ‏ ۱۴ دسامبر ۱۸۶۴ – ۵ نوامبر ۱۹۴۳) بازیگر اهل ایالات متحده آمریکا بود.

## گزیدهٔ فیلم‌شناسی
- آبراهام لینکلن
- پسربچه
- آریزونا
- در آریزونای قدیم
- ۳ مرد بد
- ماری آنتوانت
- شمال خلیج هادسون
- قماربازان
- دام
- تعصب
- زندگی بزمی
- اولین اتومبیل
- ارابه‌های جنگی
- آوای وحش
- فایرفلای